# Automóviles Landa
Automóviles Landa war ein spanischer Hersteller von Motorrädern und Automobilen.

## Unternehmensgeschichte
Juan A. de Landaluce gründete 1916 in Madrid das Unternehmen Talleres Landaluce und begann mit der Produktion von Motorrädern und Automobilen. Ab 1923 hieß die Firma Sociedad Española de Automóviles Landa. 1930 endete die Produktion nach etwa 400 hergestellten Exemplaren. Der Markenname lautete Landa.

## Automobile
Im ersten Modell 7 HP sorgte ein eigener Zweizylinder-Zweitaktmotor mit 735 cm³ Hubraum (76 mm Bohrung, 81 mm Hub) und 12 PS Leistung für den Antrieb. Das folgende Modell 9 HP war ein Sportwagen. Bohrung und Hub waren auf jeweils 90 mm erhöht worden. Damit betrug der Hubraum 1145 cm³ und die Leistung 20 PS. Ein Fahrzeug dieses Typs siegte 1920 beim Bergrennen Cuesta del Alto de los Leones. 1921 folgte ein Modell mit einem Vierzylinder-Viertaktmotor von Lycoming, 3160 cm³ Hubraum und 32 PS. Nach 1923 entstanden nur noch Modelle mit Sechszylindermotoren von Lycoming mit 4741 cm³ Hubraum und 47 PS Leistung in geringer Stückzahl. Diese Fahrzeuge wurden vorwiegend als Taxis, Leichenwagen und Feuerwehrwagen eingesetzt wurden.